# Ranunculus scutatus
Ranunculus scutatus är en ranunkelväxtart som beskrevs av Franz de Paula Adam von Waldstein-Wartemberg och Kit.. Ranunculus scutatus ingår i släktet ranunkler, och familjen ranunkelväxter. Inga underarter finns listade i Catalogue of Life.